# Barrage de Gariep
Le barrage de Gariep (anciennement barrage Hendrik Verwoerd) est un barrage hydroélectrique situé en Afrique du Sud, sur le cours du fleuve Orange. Outre la production d'électricité, il sert pour l'irrigation des terres et l'industrie. C'est le plus grand réservoir d'eau d'Afrique du Sud. Il fut construit par un consortium franco-sud-africain dirigé par l'entreprise française Dumez.

## Nom
Le barrage fut nommé d'après Hendrik Verwoerd en 1971. Après la fin de l'apartheid, le maintien du nom de l'ancien premier ministre sud-africain devint problématique et le 4 octobre 1996, le nom du barrage fut changé pour prendre celui du fleuve Orange en langue Khoikhoi (Gariep signifie rivière)

## Localisation
Le barrage est situé sur le fleuve Orange à 48 km au nord-est de Colesberg et à 208 km au sud de Bloemfontein, à l'entrée de la vallée de Ruigte.

## Historique
Annoncé au parlement par le ministre P.K. Le Roux en 1962, la construction du barrage commença en 1966. Il fut terminé en 1972 et inauguré par le premier ministre John Vorster.

## Images

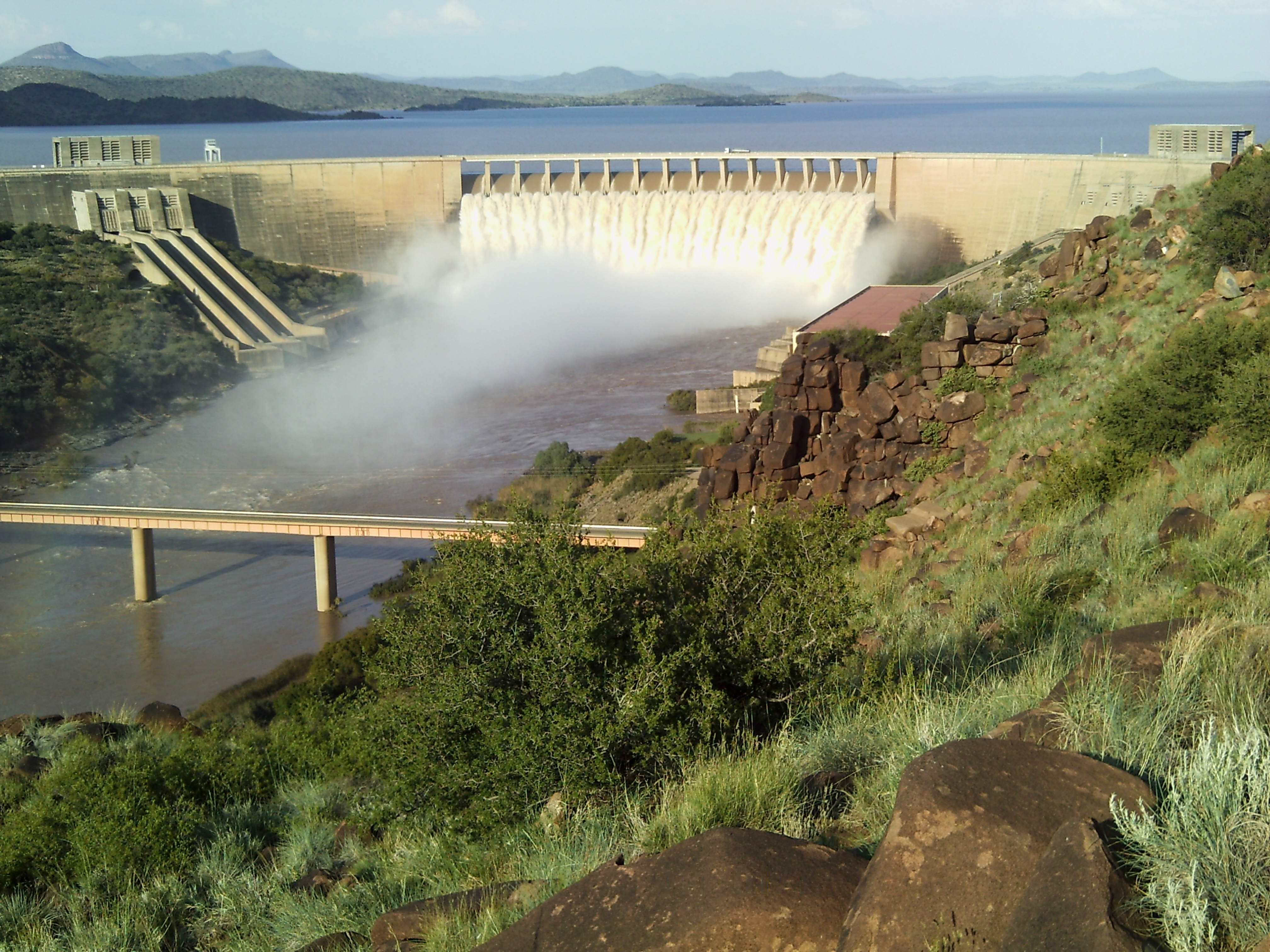
Le barrage de Gariep en 2011
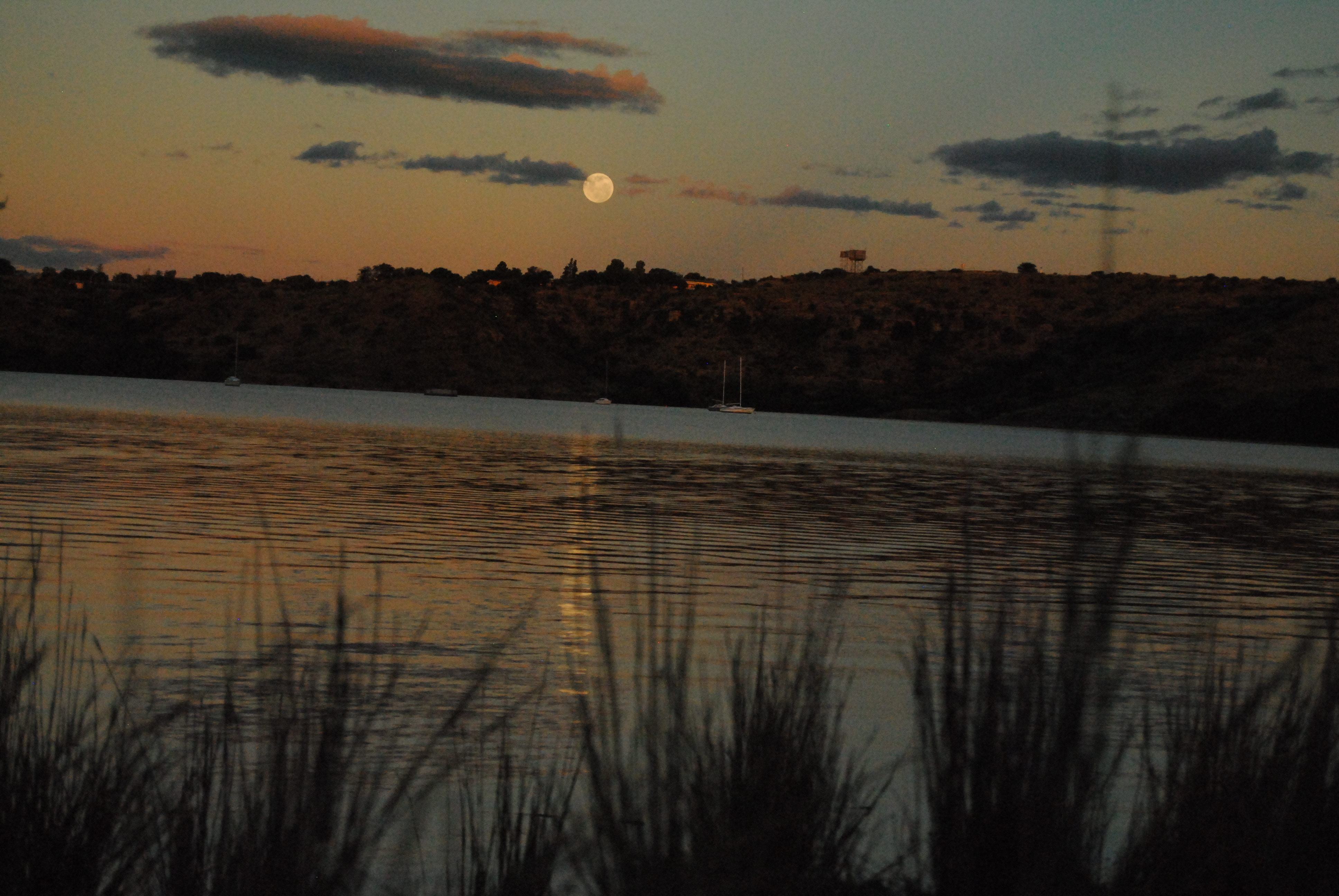
Coucher de soleil dans la réserve naturelle d'Oviston sur les rives méridionales du barrage
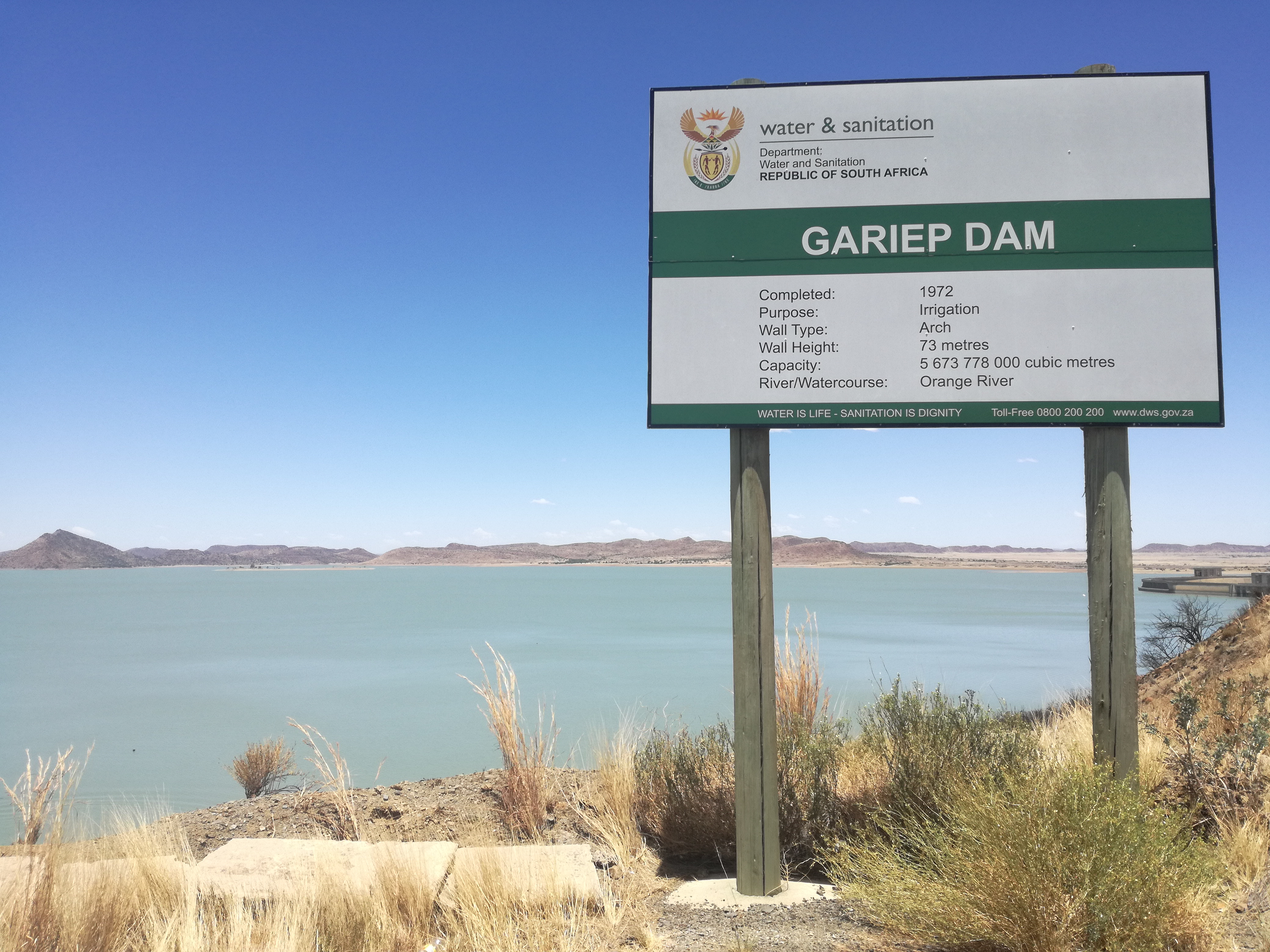
Signalisation (2018)
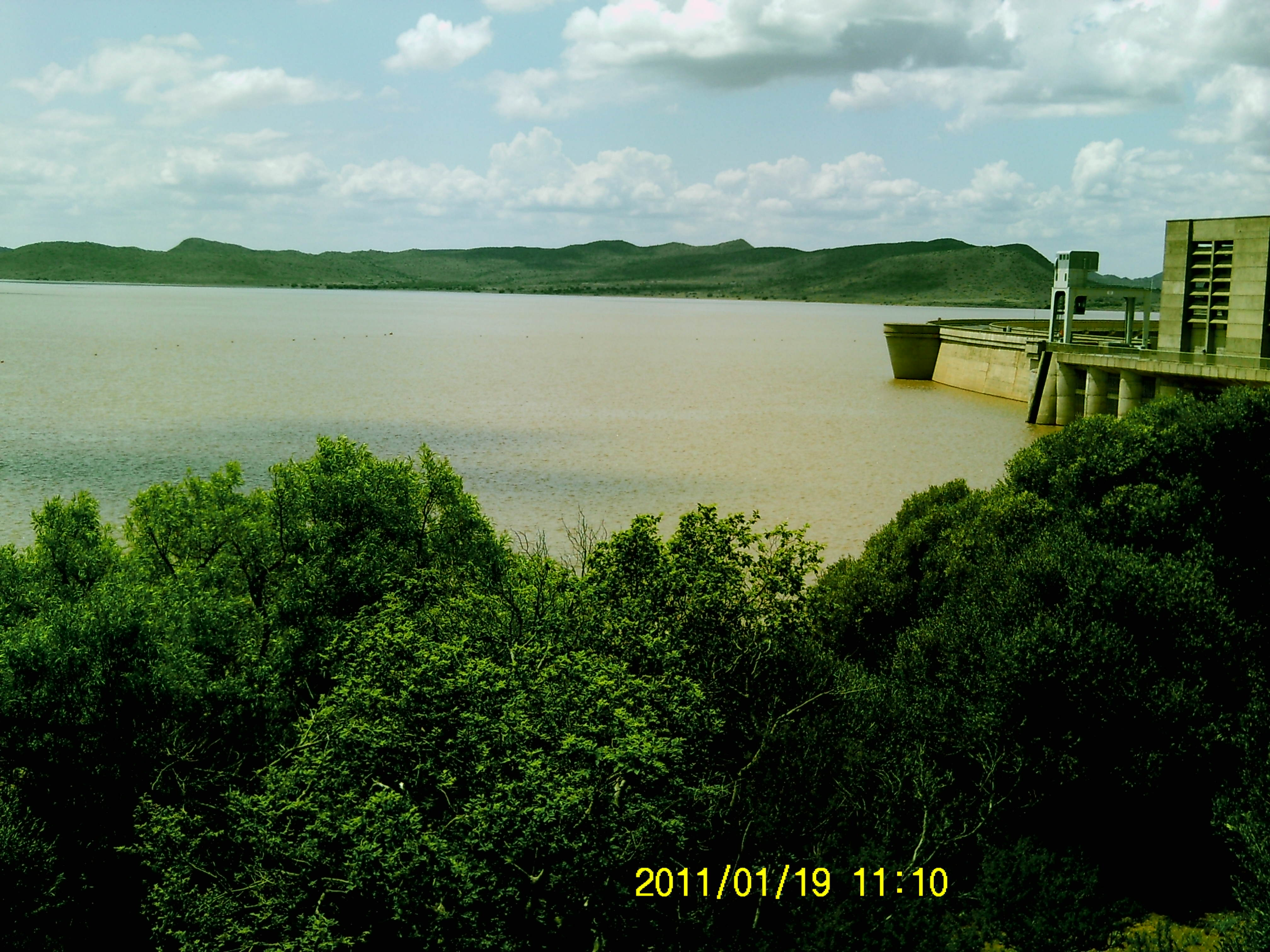
Vue sur le lac
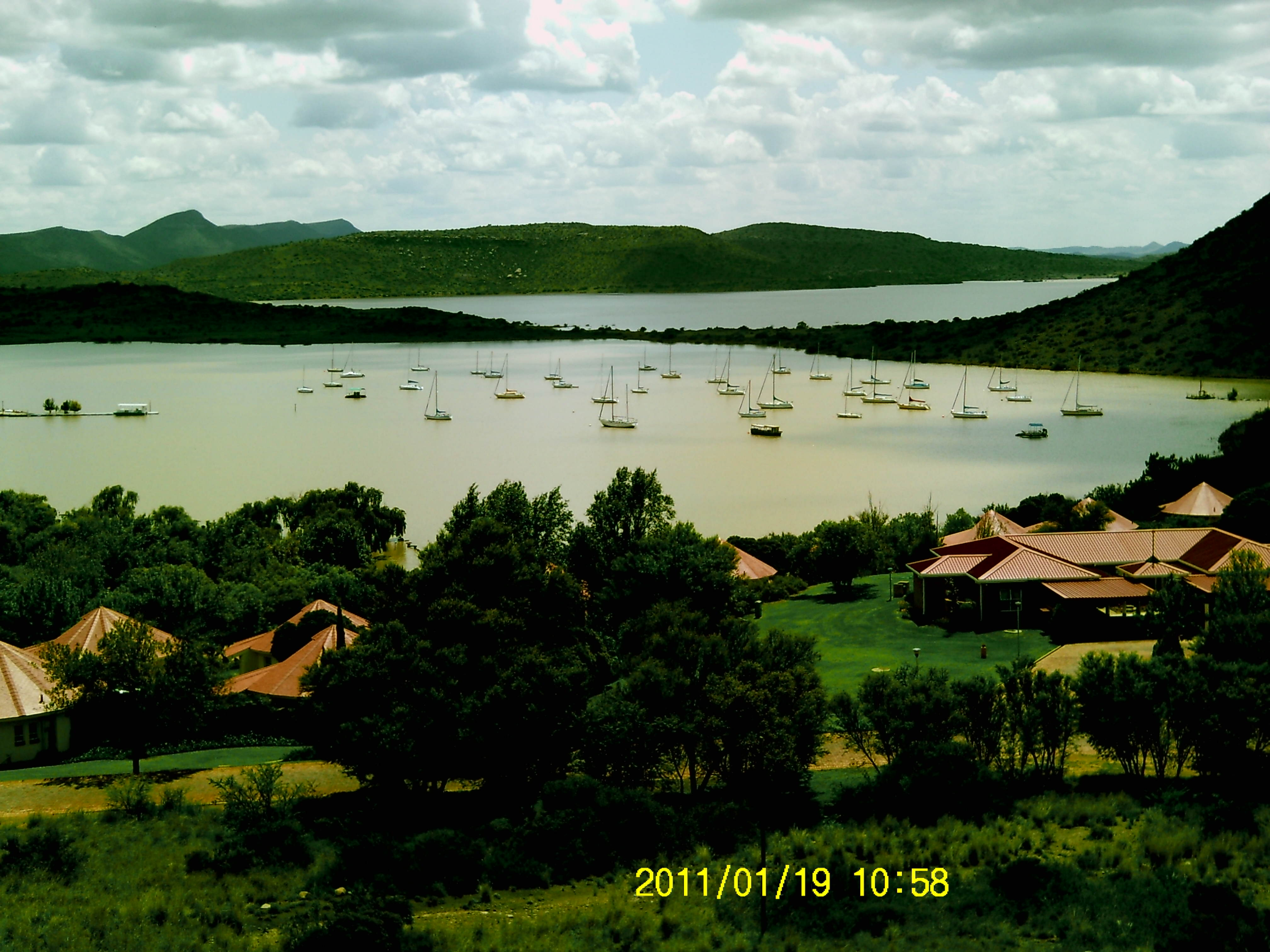
Resort de vacances sur le lac du barrage